# Pile électrique
Pour les articles homonymes, voir pile.
 (juin 2020).
Une pile électrique, couramment dénommée « pile », est un dispositif électrochimique qui produit de l'électricité en convertissant de l'énergie chimique en énergie électrique grâce à une réaction d'oxydoréduction.
Le savant italien Alessandro Volta invente la pile voltaïque en 1800. Ce système électrochimique empile alternativement des couches de métaux différents (cuivre ou zinc et argent), séparées par des feutres imbibés d'acide (électrolyte).
Le Bureau international des poids et mesures choisit de nommer l'unité de potentiel électrique le volt, en référence à Volta.
Par analogie, le terme « pile » désigne tout empilement d’éléments produisant de l'électricité, de même que « batterie » désigne toute mise en série de piles ou d'accumulateurs électriques.

## Vocabulaire: pile, accumulateur, batterie

### Pile et «pile rechargeable»

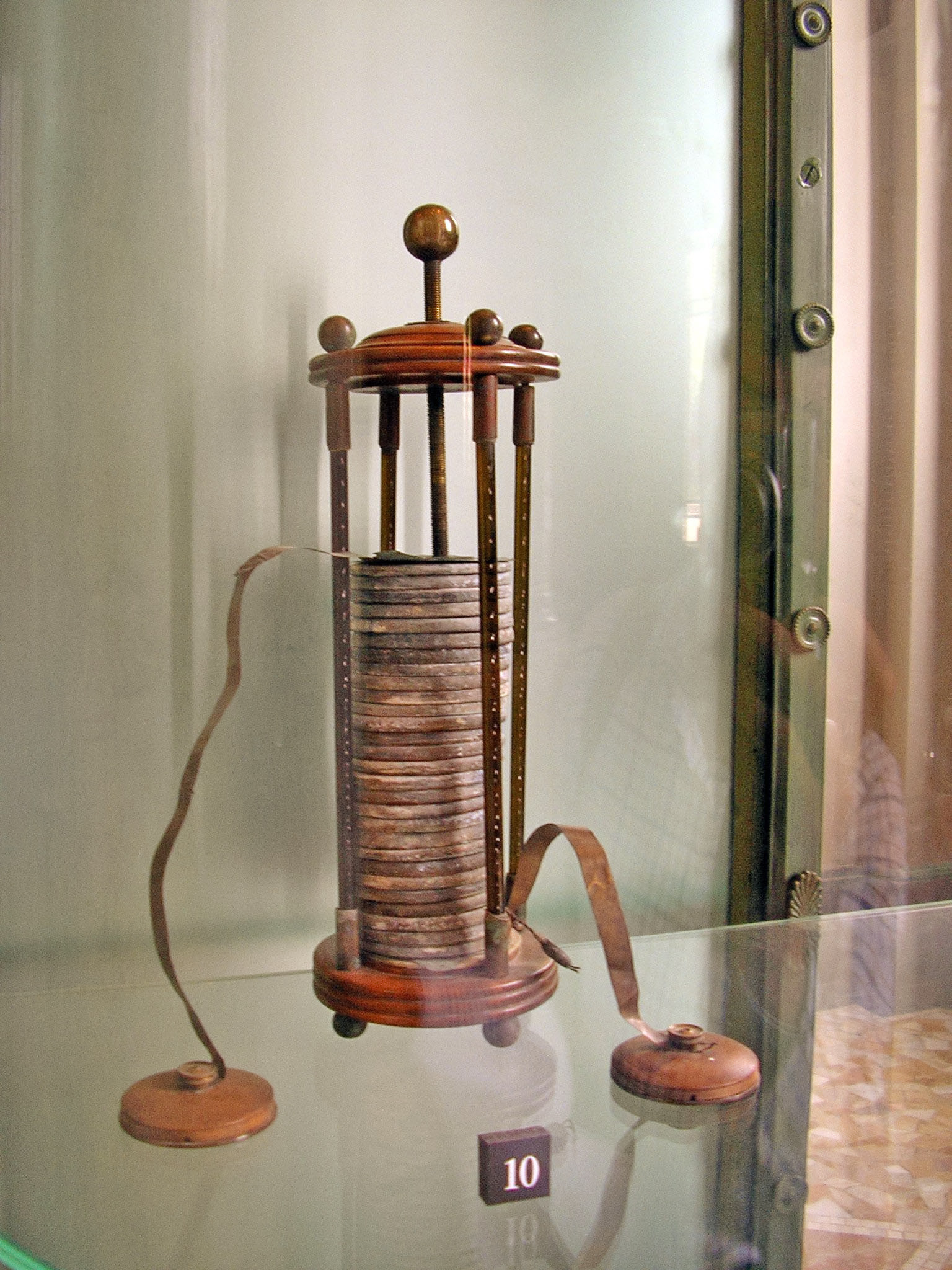
Pile de Volta, début du XIXe siècle.

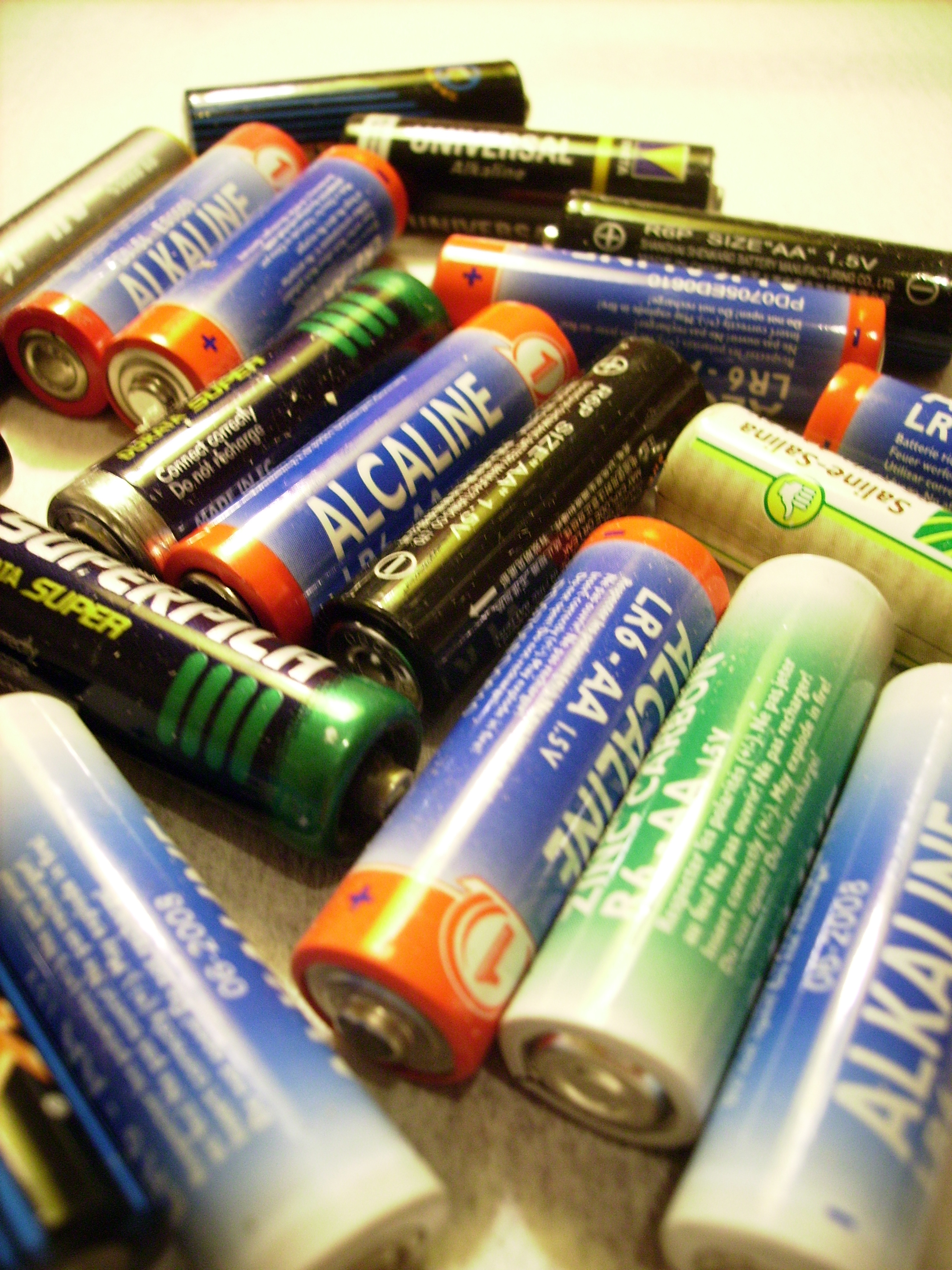
Piles salines et alcalines, les plus courantes.

Symbole électronique d'une pile qui se réfère à la structure de la pile voltaïque.

À l'origine, le terme « pile » désignait le dispositif décrit en introduction, inventé par le physicien Alessandro Volta.
Le mot « pile » désigne aujourd'hui tout élément monobloc, dont la décharge est irréversible. En effet, une fois que le potentiel des électrodes a été égalisé, il n'est plus possible de restaurer le potentiel électrique initial.
Par extension, certains auteurs utilisent l'appellation « pile rechargeable » pour un petit accumulateur électrique rechargeable de dimensions identiques à une pile, dont la tension est généralement inférieure à celle d'une pile alcaline de même taille. Ceci s'explique par la traduction du terme anglais battery, qui englobe les piles (primary battery) et les accumulateurs (secondary battery). En français, le mot batterie est utilisé pour les éléments rechargeables et non pas pour les éléments non rechargeables.

### Batterie
Le terme « batterie » désigne une association en série ou en parallèle de piles ou d'accumulateurs afin que l'ensemble atteigne certaines caractéristiques nominales, telles que la tension, le courant maximum admissible ou la capacité.
Si les éléments montés les uns avec les autres sont des accumulateurs, ils forment une batterie d'accumulateurs,. Dans le cas d'une association de piles, l'assemblage, non rechargeable, est nommé batterie primaire.
Le terme de « batterie » utilisé dans l'industrie automobile désigne donc plus exactement une batterie d'accumulateurs, celle-ci étant rechargeable.

### Autres
Le terme « pile » apparaît dans d'autres dénominations qui ne partagent pas le même principe de fonctionnement. Ainsi, la pile à combustible, bien que fonctionnant également par réaction d'oxydoréduction, n'est pas constituée d'empilement de métaux.

## Principe de fonctionnement

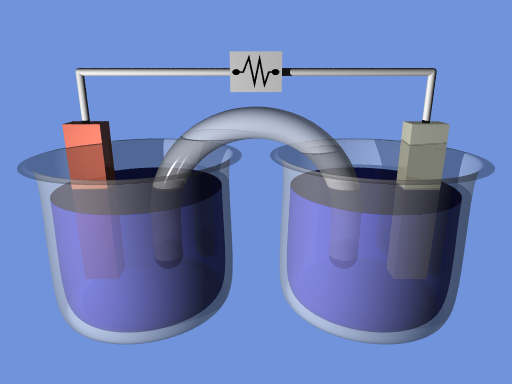
Schéma d'une pile. Chaque récipient constitue une demi-cellule. Une électrode (symbolisée par une brique) est plongée dans chaque demi-cellule. Les deux demi-cellules sont reliées par un pont salin.

Le boîtier d'une pile est le siège d'une réaction chimique entre deux substances dont l’une peut facilement céder des électrons (matériau réducteur), et l’autre qui les absorbe (matériau oxydant). Chacune de ces réactions chimiques est dite « demi-réaction ». Lorsqu'elles sont proprement combinées, elles forment une réaction d'oxydoréduction. Chaque demi-réaction survient dans une solution où se produit un échange d'électrons. Ce sont ces électrons qui sont échangés entre les deux substances. Pour assurer l'équilibre des charges électriques, il faut relier les deux solutions à l'aide d'un pont salin, un système permettant le transport de certains ions tout en interdisant la circulation du solvant.
Chaque élément du couple oxydant/réducteur est relié à une électrode. Ces électrodes, lorsqu'elles sont reliées à un circuit consommateur d'électricité, provoquent la circulation d'un courant électrique ; la réaction chimique provoque une circulation de charges (électrons, ions). Une pile fournit du courant continu. La borne (-) d'une pile correspond à l'anode où se produit la réaction d'oxydation qui va fournir les électrons. La borne (+) d'une pile correspond à la cathode où se produit la réduction qui va consommer les électrons.
Ce système est utilisé pour les piles électriques et les batteries d'accumulateurs, avec divers couples électrochimiques. Une pile électrique peut contenir plusieurs de ces couples montés en série, ce qui permet d'ajuster la tension disponible, aux bornes de la pile, à la valeur désirée.
Il est possible de réaliser une pile artisanale, par exemple en insérant dans un citron un trombone déplié ou un clou (en acier galvanisé, recouvert donc de zinc) et un fil électrique dénudé (en cuivre) reliés à une diode électroluminescente bien choisie. À l'anode, le zinc cède ses électrons, et à la cathode, l'ion H+ du jus acide capte les électrons et se dégage sous forme de dihydrogène H2. On trouve dans le commerce des gadgets qui utilisent ce même principe : par exemple de petites horloges à quartz qui sont alimentées par une pomme de terre (même principe à l'anode, alors qu'à la cathode l'eau se réduit en ions HO− et en hydrogène).

## Histoire
Des objets archéologiques, comme ceux trouvés en 1936, ressemblent à des piles. Ainsi de la pile électrique de Bagdad, datant du IIIe siècle av. J.-C., bien que sa fonction de pile soit controversée. Elles auraient fonctionné aux jus de fruits, voire au sulfate de cuivre, des expérimentations sur des reconstitutions modernes ont validé la faisabilité des deux modèles. Il n'existe aucun lien historique entre ces objets et le développement des piles contemporaines, d'autant que l'usage de celles-ci serait le placage de métaux précieux (par électrolyse galvanoplastique), ce qui expliquerait son usage mineur, ou secret, peut-être associé, à l'usage, aux faussaires (voir Archimède et la couronne du roi Hiéron).
En 1786, Luigi Galvani observe que les muscles d'une cuisse de grenouille se contractent lorsqu'elle est mise en contact avec des métaux, de la même manière que lorsqu'on la branche sur une machine électrostatique. Il découvre que la réaction est plus forte quand il utilise un instrument composé de deux métaux différents.
En opposition avec les travaux de Galvani (électricité d'origine animale), Alessandro Volta invente la première pile à colonne le 17 mars 1800 ; ces premiers systèmes étaient constitués d'un « empilement » (d'où le nom de l'invention) de disques de deux métaux différents séparés par des disques de feutre, imbibés d'acide. La pression de la colonne sur les disques du bas provoque un assèchement des cylindres de feutre qui finissent par ne plus remplir leur office. Volta invente donc rapidement la pile à couronne, constituée d'empilements plus petits montés en série.
Quelques mois après l'invention de Volta, deux chimistes britanniques, William Nicholson (1753-1815) et Anthony Carlisle (1768-1840), utilisent la pile de Volta pour réaliser la première électrolyse artificielle (électrolyse de l'eau) le 2 mai 1800.
Dès 1802, William Cruikshank crée la pile à auge en disposant verticalement les lames de zinc et de cuivre dans un bac à parois isolantes rempli d'eau acidulée. Elle est beaucoup plus simple à produire que la pile de Volta.

Différents types de pile Volta
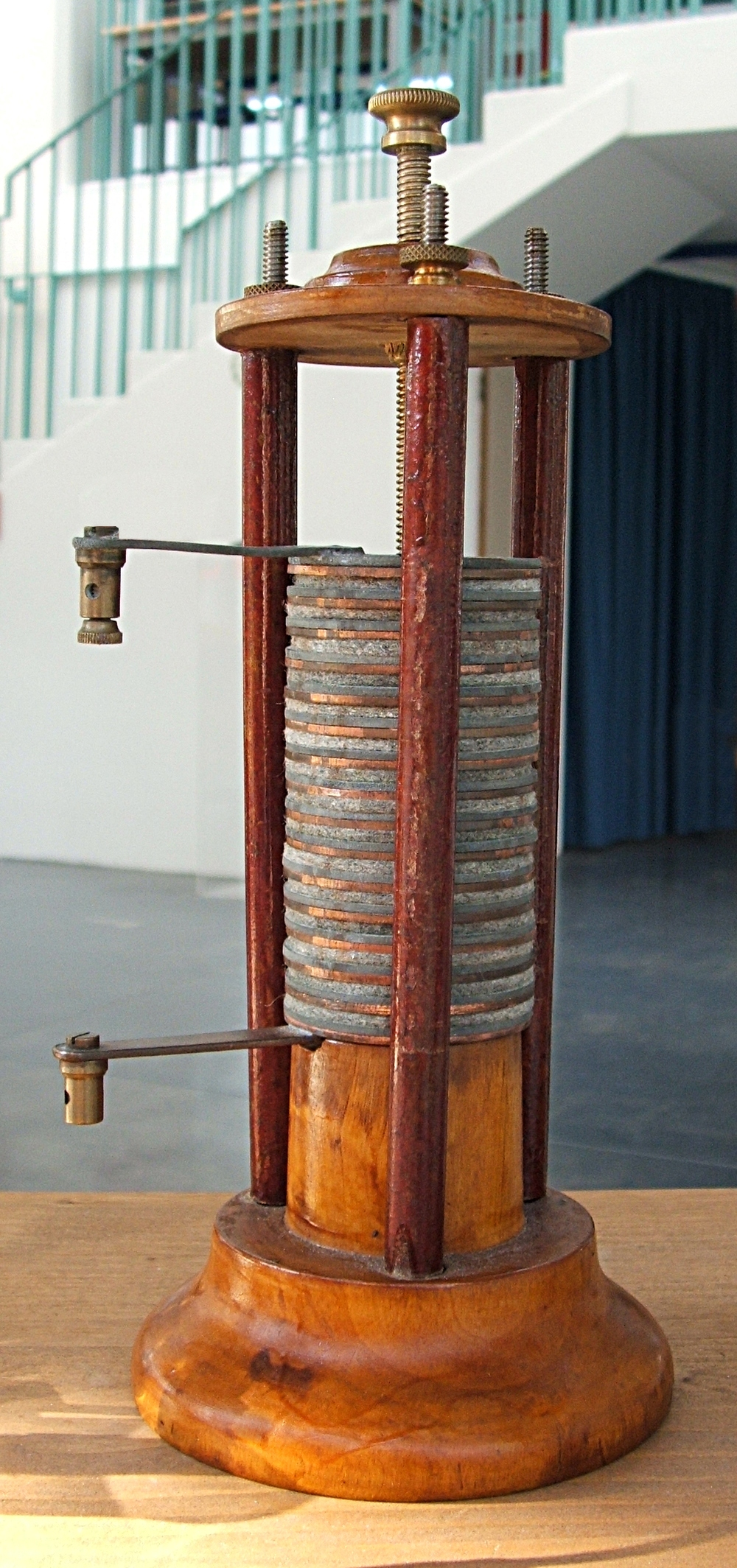
La pile voltaïque[b].
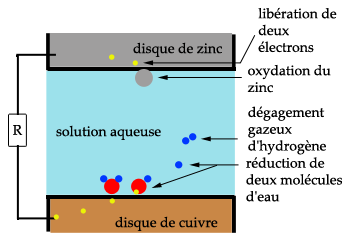
Schéma de fonctionnement de la pile Volta.
Schéma de la pile Volta.

### Piles polarisables
Entre 1813 et 1815, William Hyde Wollaston développe la pile Wollaston dans laquelle l'électrode de cuivre entoure l'électrode de zinc. Cela permet de doubler la surface de l'électrode et de prolonger le fonctionnement de la pile. Ces premières piles souffrent, en effet, d'un défaut de fonctionnement : la polarisation (en).
La réaction d'oxydoréduction provoque une accumulation de sous-produits qui perturbe le fonctionnement de la pile. Dans ces piles zinc cuivre, c'est la réduction de l'acide de l'électrolyte qui produit un dégagement de bulles de dihydrogène sur le cuivre qui empêche le passage du courant. Au bout d'un certain temps, il est nécessaire de nettoyer la pile de ces dépôts pour qu'elle continue de fonctionner.
En 1813, Napoléon fournit à l'École polytechnique une pile voltaïque de 600 couples cuivre/zinc, occupant 54 m2 de surface. Humphry Davy fait construire une pile Cruickshank constituée de 200 auges et de 2 000 couples cuivre/zinc à l'Institut Royal de Londres. Avec ces piles monumentales, il était possible d'obtenir des intensités de 10 A, soit des puissances de l'ordre de la dizaine de kW.

### Piles impolarisables

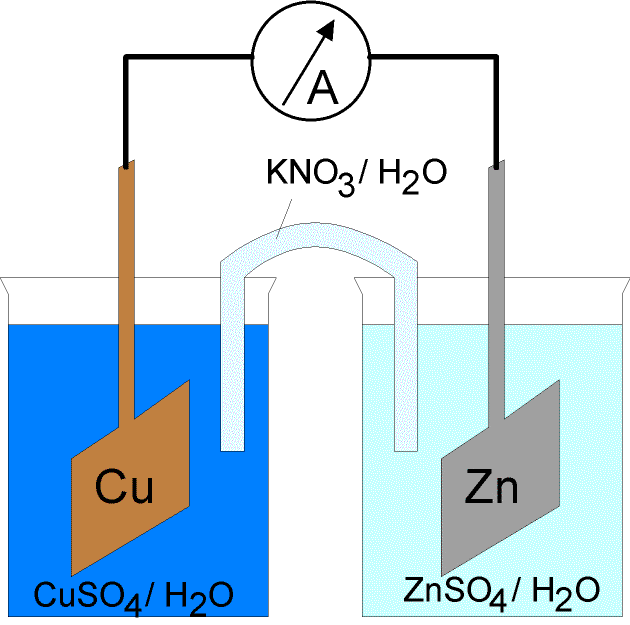
Schéma de principe de la pile Daniell.

Dans les piles impolarisables, les produits de la réaction d'oxydoréduction utilisée n'altèrent pas les propriétés électrochimiques de l'ensemble.
En 1829, Antoine Becquerel crée la première pile à deux liquides séparés en enfermant la plaque de zinc en solution acide dans un gros intestin de bœuf, qui la sépare de l'électrode de cuivre placée dans un bain de sulfate de cuivre. La génération d'hydrogène est remplacée par une accumulation de cuivre sur les parois de la cathode.
Le principe est amélioré en 1836 par John Frederic Daniell qui remplace l'intestin de bœuf par un vase en terre poreuse. La pile Daniell est la première à offrir une source durable d'énergie. Le principe de la pile Daniell aura plusieurs améliorations technologiques avec notamment la pile Callaud.
Johann Christian Poggendorff invente, en 1842, la pile à bichromate : elle libère de l'oxygène, qui se recombine avec l’hydrogène responsable de la polarisation. Créée en 1850, la pile Grenet est une pile à un seul liquide, avec des électrodes en charbon et en zinc amalgamé (plongé dans le mercure) dans un électrolyte d'acide sulfurique et de bichromate de potassium. Quand la pile n'était pas utilisée, il était nécessaire de retirer l'électrode en zinc de la solution pour la préserver. Diverses améliorations (pile Trouvé, pile Chardin, pile Voisin et Dronier…) vont suivre pour isoler cette électrode.
Ces piles bouteilles seront utilisées jusqu'au début du XXe siècle : la puissance et la tension élevée des piles au bichromate ont été longtemps appréciées au laboratoire. Elles ont été peu utilisées comme pile domestique à cause de la toxicité des bichromates et des problèmes d'entretien de l'électrode.

### Piles à dépolarisation

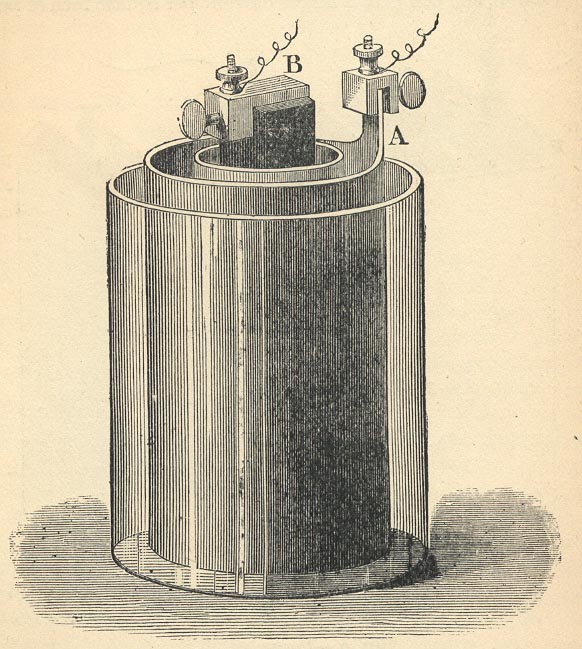
Pile Bunsen.

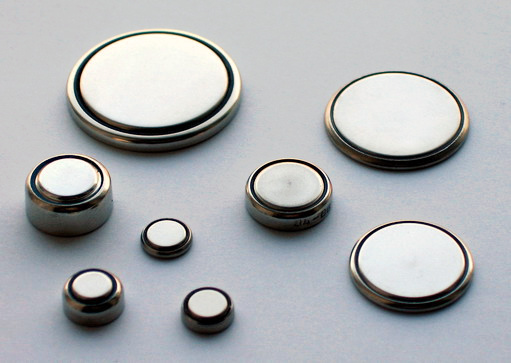
Piles au lithium modernes.

Les piles à dépolarisation utilisent un réducteur pour éliminer les produits de réaction qui se forment à la cathode.
La première pile à dépolarisation est inventée en 1838 par William Robert Grove. Il remplace le cuivre par du platine et utilise de l'acide nitrique (nommé acide azotique à cette époque). Il obtient une pile puissante, mais chère, car le platine est un métal rare. En 1843, Robert Wilhelm Bunsen remplace le platine par du charbon, ce qui réduit notablement les coûts (voir Pile Bunsen) mais la dépolarisation nitrique entraîne un dégagement de vapeurs toxiques qui rend l'emploi de ces piles malcommode.
En 1867, Georges Leclanché crée la première pile à dépolarisant solide : elle contient du dioxyde de manganèse. La pile Leclanché est moins puissante que la pile bouteille, mais ne nécessite aucun entretien (elle « ne s'use que si l'on s'en sert » comme dira la publicité de la pile Wonder). En 1888, Carl Gassner (en) invente la pile sèche en gélifiant la solution de chlorure d'ammonium avec de l'agar-agar. Avec quelques améliorations, cette pile sèche est toujours utilisée au XXIe siècle.
Pendant la Seconde Guerre mondiale, Samuel Ruben et Philip Mallory créent la pile au mercure.
En 1959, la première pile alcaline grand public est conçue par Lewis Urry, Karl Kordesch et Paul A. Marsal pour Union Carbide.
En 1970, les premières piles au lithium, permettant de remplacer le zinc par un métal plus réducteur, sont mises au point. Elles sont commercialisées en 1977.
Des piles ont été utilisées comme références pour définir une norme de tension avant d'être détrônées par une mesure basée sur l'effet Josephson : la pile Daniell (1836), puis la pile Clark inventée en 1872 par Josiah Latimer Clark a été employée jusqu'en 1905, puis elle a été remplacée par la cellule de Weston jusqu'en 1972.

### Piles de concentration
Il existe aussi des « piles de concentration » qui sont des dispositifs électrochimiques comme les piles (deux solutions et un pont salin) qui tirent leur énergie de la différence de concentration d'un soluté d'une solution à l'autre. Les solutions et les anodes sont toutes de même type. C'est une méthode simple pour produire de l'électricité. Ce modèle de pile intervient surtout dans l'industrie métallurgique au niveau de la galvanisation et de l'étude de la corrosion.

## Classification

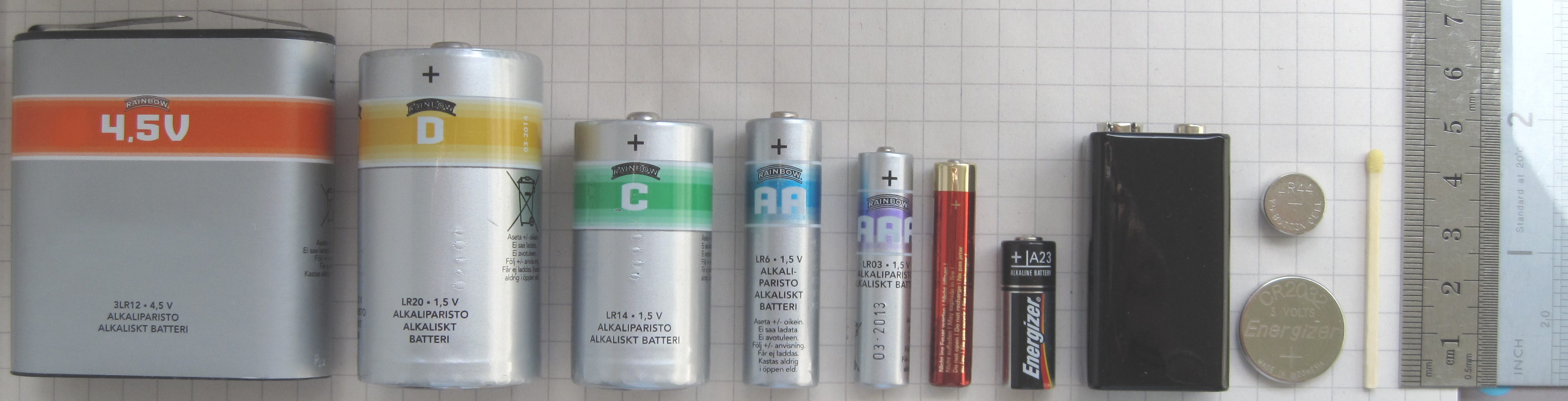
Différents types de piles.

### Par technologie
Il existe cinq technologies de piles grand public :
- pile alcaline ;
- pile saline ;
- pile au lithium ;
- pile à l'oxyde d'argent (certaines piles boutons pour montres) ;
- pile zinc-air (utilisée notamment dans les audioprothèses).

Depuis décembre 1998, les piles au mercure sont interdites en Europe (Directive 98/101/CE) et aux États-Unis en raison de la toxicité et de l'impact environnemental du mercure.
De nouvelles biopiles, fonctionnant aux sucres, sont désormais brevetées et leur développement industriel grandit,.

### Par format
Les formats de piles sont couramment désignés par un code (AA, LR12, CR2032…) normalisé par la Commission électrotechnique internationale (CEI) et par l'American National Standards Institute (ANSI). Bien que la norme CEI soit devenue un standard, un certain nombre d'appellations propres aux fabricants de piles subsiste.

### Par force électromotrice ou tension nominale

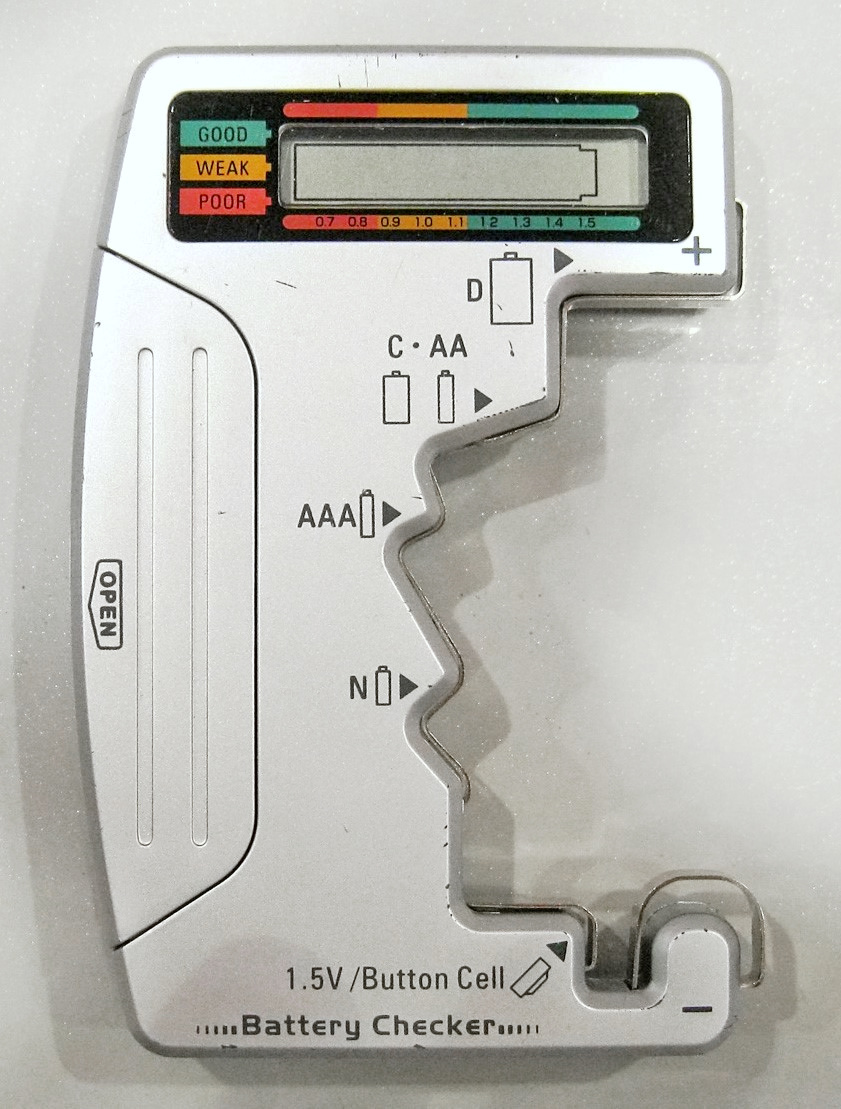
Testeur de tension (f.e.m.) pour différents types de piles.

La force électromotrice (f.e.m.) est la tension qui existe aux bornes de la pile en circuit ouvert. Pour la mesurer, on peut utiliser un multimètre à forte résistance interne, tel qu’un multimètre numérique ou un « testeur de pile ».
Lorsque la pile se décharge (que ce soit du fait de son utilisation ou à cause du temps), la f.e.m. ne diminue que légèrement, ce qui peut laisser croire que la pile est toujours utilisable. Toutefois, la résistance interne de la pile augmente, donc l'énergie qu'elle peut délivrer diminue, ainsi que la tension à ses bornes, au fur et à mesure de la décharge de la pile. Il est donc préférable pour tester une pile de mesurer sa tension en utilisation normale (ou avec un testeur consommant du courant pour simuler cette utilisation).
La tension nominale (ou f.e.m. nominale), c'est-à-dire celle qui est inscrite sur la pile elle-même ou son emballage, correspond en fait à la f.e.m. de la pile à l'état neuf.
Les piles salines et alcalines ont une tension nominale de 1,5 V environ, tandis que celle des piles au lithium est de 3,6 V environ.
Les piles de tensions nominales plus élevées sont constituées d'une association en série de cellules de 1,5 V (trois éléments en série, dans une pile 3LR12 de 4,5 V ; six dans une pile 6LF22 de 9 V).

### Par capacité
Suivant le mode de fabrication d'une pile, sa capacité (voir section ci-dessous) peut être très variable.

La mention de la capacité d'une pile est obligatoire sur le marché européen et français depuis 2009 .

## Capacité et décharge

### Capacité électrique ou capacité énergétique

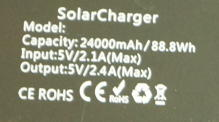
Étiquette d'un chargeur solaire sur laquelle sont indiquées les deux types de capacités :
- capacité électrique Q = 24000 mAh ;
- capacité énergétique E = 88.8 Wh.

On utilise usuellement deux sortes de « capacité » pour une pile (ou pour une batterie), sans toujours s'apercevoir de la différence entre les deux, ni préciser de laquelle on parle :
- la capacité électrique de symbole Q d'une pile est la quantité maximale de charge électrique qu'elle peut fournir au cours d'une utilisation nominale (décharge telle que prévue par le fabricant). Elle correspond au produit du courant qui sera fourni par le nombre d'heures d'utilisation. Dans le SI, elle s'exprime en coulombs (C), mais on utilise couramment l'ampère-heure (1 Ah = 3 600 C) ou le milliampère-heure (1 mAh = 3,6 C) ;
- la capacité énergétique de symbole E est la quantité d'énergie qu'elle peut fournir lorsqu'elle se décharge. Elle correspond au produit de la puissance fournie par le nombre d'heures d'utilisation. Elle s'exprime couramment en watts-heures (Wh), ou en milliwatts-heures (mWh).

Il existe une relation simple entre ces deux capacités : la capacité énergétique est le produit de la capacité électrique par la tension nominale U de la pile : 
{\displaystyle E={Q}*{U}}
Il est important de ne pas confondre ces deux types de capacités. Connecter deux piles en série n'augmente pas la capacité électrique, alors que la capacité énergétique est multipliée par deux.
Sur l'image ci-contre, on peut voir indiqués, sur un appareil de type power bank courant, les deux types de capacités.
Une analogie hydraulique :

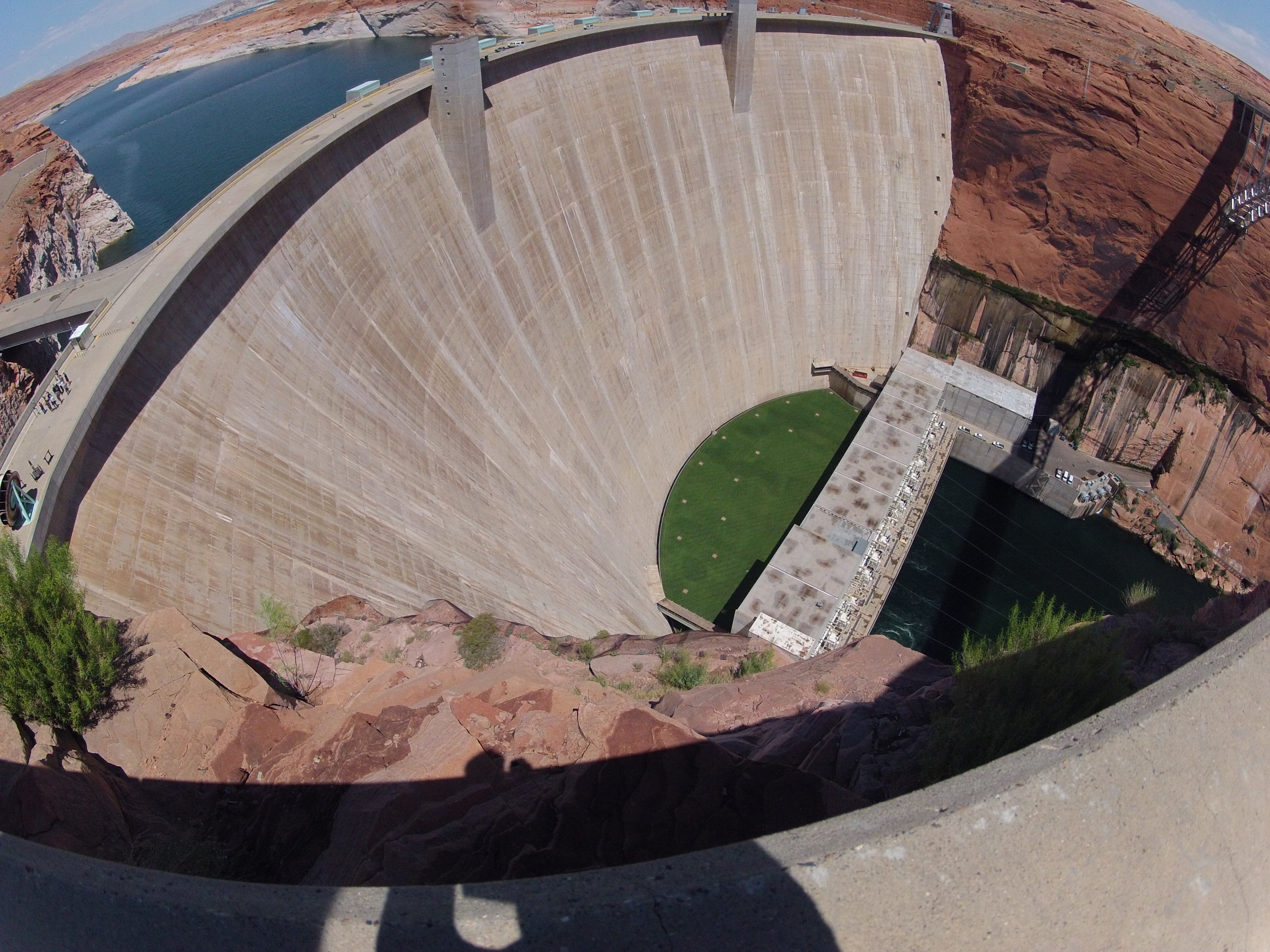
Barrage de Glen Canyon en 2013.

la capacité du réservoir d'un barrage hydroélectrique est la quantité d'eau qu'il contient. Elle ne doit pas être confondue avec la capacité énergétique de ce réservoir qui est la quantité d'énergie qu'il est capable de fournir au réseau électrique. Cette capacité énergétique dépend de la hauteur moyenne du niveau de l'eau du réservoir par rapport aux turbines de l'usine hydroélectrique. Cette hauteur est l'équivalent de la tension dans le cas d'une batterie (ou d'une pile). La tension représente l'énergie potentielle.

### Mesure de la capacité électrique
La capacité électrique Q dépend de la quantité d'électrolyte et d'électrode, mais aussi des conditions de décharge (intensité du courant de décharge, tension de coupure de l'appareil, température d'utilisation).
Si l'intensité de décharge I est constante, la capacité Q est proportionnelle à la durée de décharge Δt :
{\displaystyle Q=I\times \Delta t}
Si l'intensité i varie, alors :
{\displaystyle Q=\int _{0}^{\Delta t}i\,\mathrm {d} t}
La capacité électrique théorique d'une pile (ou d'une batterie), telle que définie par les fabricants, est mesurée sur un échantillon du modèle en effectuant sa décharge à 20 °C sur un équipement normalisé. L'intensité de décharge est choisie en fonction d'une durée d'environ 20 heures. Il ne reste plus qu'à faire le produit de l'intensité par le temps effectif de décharge.
Par exemple, si une pile de 1,5 V délivre 0,5 A pendant 21 heures à la température normale d'une pièce, sa capacité électrique est de 0,5 x 21 = 10,5 Ah, et sa capacité énergétique est de 10,5 x 1,5 = 15,75 Wh.
En fait, ce n'est pas aussi simple, car :
1. Il est difficile d'apprécier la fin de la décharge (la tension mesurée devra être un certain pourcentage de la tension nominale - quel pourcentage choisir ? 80 % ? 90 % ?…) ;
2. La capacité ainsi mesurée dépend du courant de décharge (voir loi de Peukert ci-dessous) ;
3. On constate que des mesures répétées sur un même modèle dans les mêmes conditions donnent des résultats qui peuvent être très différents.[réf. nécessaire]

### Loi de Peukert
La loi de Peukert est une relation donnant le temps de décharge en fonction de la capacité électrique théorique d'une pile (ou d'une batterie) et du courant de décharge :
{\displaystyle t={\frac {Q_{P}}{I^{k}}}}
où :
- {\displaystyle Q_{P}} est la capacité électrique théorique (en fait celle mesurée à 1 ampère (A)) ;
- {\displaystyle I} est le courant effectivement débité par la pile en ampères ;
- {\displaystyle t} est le temps de décharge ;
- {\displaystyle k} est une constante empirique de l'ordre de 1,3 pour les batteries au plomb, mais très voisine de 1 pour les batteries au lithium.

En pratique, une pile (ou une batterie) est plus efficace (tiendra plus longtemps) si elle est déchargée avec une basse intensité.
En outre, pour les basses puissances, il faut prendre en compte l'auto-décharge : pour une pile qui a une auto-décharge relativement élevée, l'auto-décharge peut consommer la majorité de la capacité de la batterie[réf. nécessaire]. Toutes les piles se déchargent au cours du temps, même si elles ne sont pas utilisées[réf. nécessaire]. Il existe des technologies de piles activables qui permettent de contrôler le démarrage de la réaction. Elles sont par exemple utilisées dans les éléments de sécurité (coussin gonflable, balise de détresse de bateau, etc.) ou dans certaines applications militaires. C'est aussi le cas des piles boutons zinc-air, il faut enlever la languette qui ferme l'élément avant de le mettre en service.

### Assemblage en série
Beaucoup de piles sont utilisées par groupe de deux à six éléments en série. La performance d'un assemblage de piles branchées en série est celle de son élément le plus faible. Par exemple, une pile de 4,5 V est un assemblage dans le même boîtier de trois piles de 1,5 V connectées en série.

## Utilisation

### Consommation
En 2004, 875 millions de piles ont été vendues en France (alcalines 75 %, salines 22 %, rechargeables 2 %), 100 millions en Belgique en l'an 2000.
En 2018, 1,3 milliard de piles ont été vendues en France, dont seuls 11 % sont rechargeables.

### Fabricants
Parmi les fabricants de piles, on peut citer Duracell, Energizer, Sony, Rayovac, Varta, Philips, Panasonic, Saft, Kodak, Leclanché, Maxell.

### Efficacité énergétique
En moyenne, les piles électriques sont jetées alors qu'elles possèdent encore un tiers d'énergie utilisable, et 1/10 seraient encore presque neuves. En effet, les appareils électroniques (appareil photo numérique, lecteur MP3, etc.) ont besoin d'une tension minimale pour fonctionner. Or, la tension de l'ensemble baisse au cours de la décharge, mais à une vitesse différente selon l'élément. Les piles possédant encore une certaine capacité peuvent alors être utilisées pour alimenter des appareils moins exigeants (réveil, pendule, jouet, lampe de poche, télécommande, etc.).

### Sécurité
Le principal danger direct pour l'humain est, de loin, l'ingestion par les jeunes enfants de piles bouton de taille moyenne (supérieure à 16 mm). Le risque majeur est celui d'un enclavement de la pile dans l’œsophage, l'électrolyse de l'eau entraînant la formation d'ions OH− à l'anode constitue le mécanisme lésionnel essentiel, d'autant plus important quand la pile est neuve et de tension élevée (3,6 V pour les piles au lithium). Le risque lié à l'éventuelle libération des constituants d'une pile bouton est minime du fait de leur faible quantité dans ces petites piles[réf. souhaitée].
,

### Réutilisation
D'un point de vue électro-chimique, les couples redox des piles alcalines zinc-manganèse (à l'anode et à la cathode) sont partiellement réversibles. Les réactions chimiques inverses sont donc possibles. La chute de tension de la pile, qui se produit naturellement lors de sa décharge, peut être inversée par l'injection d'un courant, qui va favoriser la réaction inverse. Ce qui explique que les piles alcalines peuvent être réutilisées jusqu'à plusieurs dizaines de fois avec des circuits électroniques adaptés,.
Les fabricants de piles, qui n'ont pas conçu les piles alcalines pour qu'elles soient réutilisables, recommandent de les recycler après un seul cycle de décharge. Ils mettent en avant des risques potentiels d'échauffement des piles, de fuite et d'explosion (due à la pression de dihydrogène gazeux libéré et à la mauvaise reconstitution de l'amalgame de zinc métallique). Néanmoins, des régénérateurs de piles alcalines existent et sont commercialisés.

## Recyclage

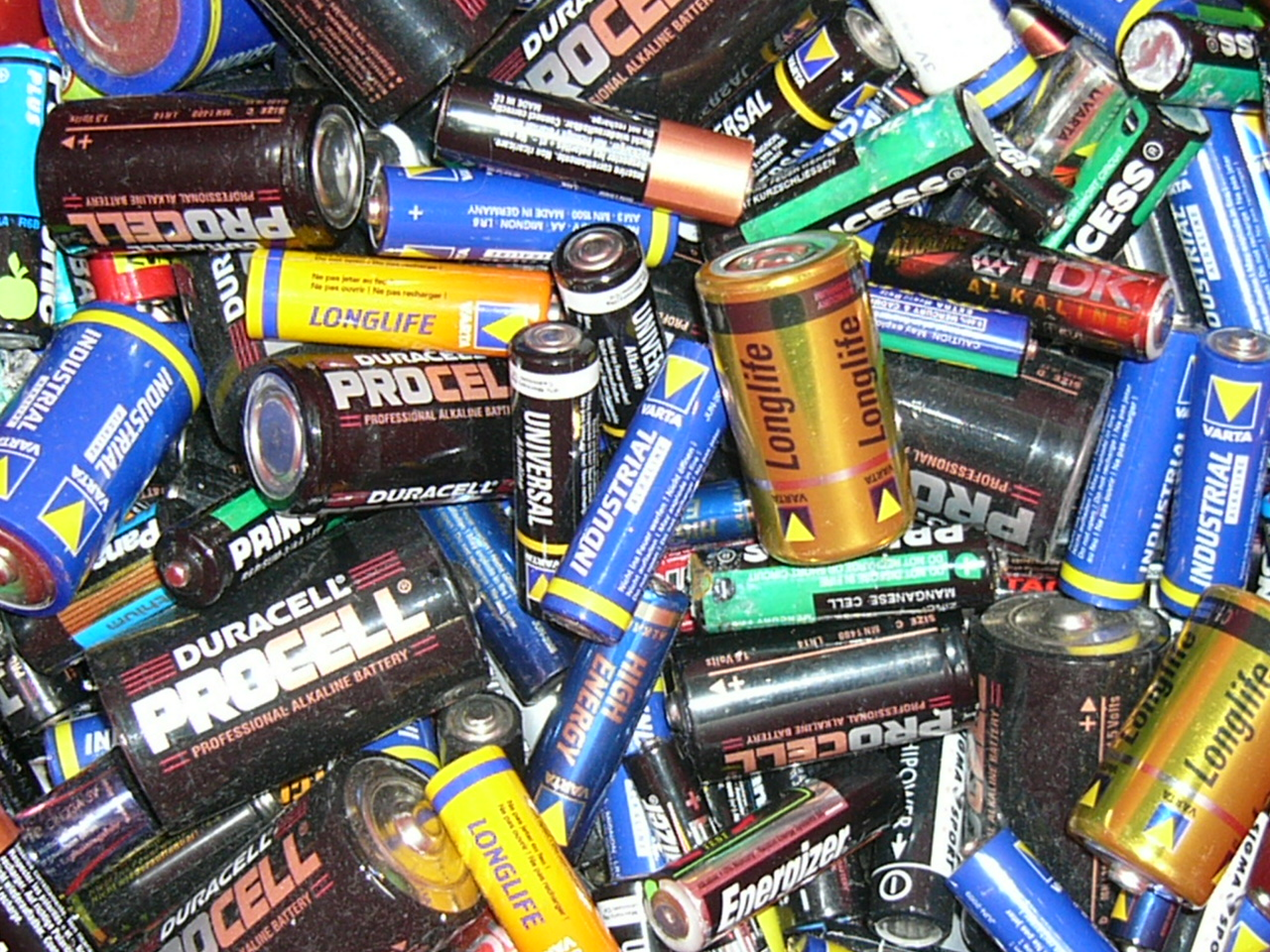
Piles usagées.

Les piles contiennent des métaux (nickel, cadmium, mercure, plomb, fer, zinc ou lithium) dont certains sont précieux, et souvent toxiques et écotoxiques (nocifs pour l'environnement). L'enveloppe de la pile se décompose tôt ou tard, et libère les produits chimiques qu'elle contient.
Aucune pile commercialisée n'est biodégradable.

### Europe
La Directive 2006/66/CE vise à réduire l’impact des piles et accumulateurs électriques sur l’environnement en favorisant leur recyclage et en limitant leur teneur en métaux écotoxiques.
En 2018, 48 % des piles commercialisées sont recyclées dans l'UE à 27 pays (post-Brexit), et 52 % ne le sont pas.
Ce chiffre varie de 96 % en Croatie à 30 % en Estonie.
- La Suisse est la première du monde avec 70 % de piles collectées ; une écotaxe (comprise dans le prix de vente) en finance le recyclage[27].
- L'objectif européen, fixé par la Directive 2006/66/CE, est de 25 % en 2012 et 45 % en 2016[28].

Pour des raisons techniques, il est temporairement impossible d'afficher le graphique qui aurait dû être présenté ici.

Pour des raisons techniques, il est temporairement impossible d'afficher le graphique qui aurait dû être présenté ici.

#### France
En France, les piles ne doivent pas être jetées dans une poubelle ordinaire, mais déposées à un point de collecte (supermarchés, déchetteries, points de vente…) pour être recyclées. La législation française a transposé la directive européenne dans un décret en 2009. Afin de réduire la teneur des piles en certains métaux toxiques (mercure notamment), le décret précise :

« Les piles et les accumulateurs mis en marché, y compris ceux qui sont intégrés dans des équipements électriques et électroniques […], ne contiennent pas plus de 0,0005 % de mercure en poids, à l'exception des piles bouton dont la teneur en mercure est inférieure à 2 % en poids, et pour les piles et accumulateurs portables pas plus de 0,002 % de cadmium en poids. »

Afin de favoriser leur collecte et leur recyclage, il est indiqué :

« Les distributeurs de piles et accumulateurs portables reprennent gratuitement, et sans obligation d'achat de piles ou d'accumulateurs neufs, les piles et accumulateurs portables usagés du même type que ceux qu'ils commercialisent et qui leur sont apportés par les utilisateurs. Ils informent les utilisateurs de la possibilité de déposer les piles et accumulateurs portables usagés dans leurs points de vente. Les conteneurs mis à la disposition des utilisateurs à cet effet sont mis en évidence et facilement accessibles. »

Le recyclage permet de récupérer des métaux réutilisables (fer, manganèse, zinc et mercure principalement) ; la valorisation matière représente 87,3 %, en masse, des piles traitées en 2011, la valorisation énergétique (incinération des plastiques et de certains résidus de broyage) 9,2 %, les 3,5 % restant étant éliminés sans valorisation.
Le taux de collecte est le rapport (en masse) entre la quantité de piles collectée et celle vendue. Depuis le début du recyclage, il est faible, et n'atteint jamais ses objectifs.
- En France en 2011, 11 621 t de piles et d'accumulateurs (hors automobile et industrie) ont été collectées puis recyclées selon l'Ademe, soit un taux de collecte de 36 %[31], et ce taux serait encore sous les 50 % (46 %) en 2016 selon Eucobat (la filière française fondée par Corepile et Screlec[32]).
- En 2018, selon Eurostat, la France a recyclé 46 % de ses piles[33].

Pour des raisons techniques, il est temporairement impossible d'afficher le graphique qui aurait dû être présenté ici.

Pour des raisons techniques, il est temporairement impossible d'afficher le graphique qui aurait dû être présenté ici.